# 3085 Donna
3085 Donna је астероид главног астероидног појаса са средњом удаљеношћу од Сунца која износи 2,388 астрономских јединица (АЈ).
Апсолутна магнитуда астероида је 13,1.